# Список умерших в 1969 году
В этой статье представлен список известных людей, умерших в 1969 году.
- См. также: Категория:Умершие в 1969 году

## Январь
- 1 января — Василий Зачеславский (44) — Герой Советского Союза.
- 4 января — Виктор Иванов (52) — Герой Советского Союза.
- 6 января — Шалва Нуцубидзе (81) — грузинский философ, литературовед, историк культуры.
- 6 января — Исаак Презент (66) — советский учёный и педагог.
- 6 января — Михаил Товаровский (65) — советский футболист и тренер.
- 9 января — Дэй Кин — американский писатель, автор детективных романов.
- 9 января — Самвел Сафарян (66) — советский архитектор, заслуженный деятель искусств Армянской ССР (1940), заслуженный архитектор Армянской ССР.
- 10 января — Иван Жабский (54) — участник Великой Отечественной войны, полный кавалер ордена Славы.
- 10 января — Сатыбалдин, Капан (51) — советский казахский писатель, поэт, драматург, публицист, сценарист, переводчик, редактор.
- 10 января — Иван Шлёмин (70) — советский военачальник, генерал-лейтенант. Герой Советского Союза.
- 11 января — Ричмал Кромптон (78) — английская писательница, автор нескольких десятков детских книг о мальчике Уильяме и его друзьях.
- 13 января — Гарегин Севунц — армянский советский писатель, наиболее известный как автор романа «Тегеран».
- 13 января — Андрей Шуринок (74) — украинский советский учёный-хирург.
- 16 января — Григорий Санников (69) — русский советский поэт.
- 18 января — Алексей Боканев — Герой Советского Союза.
- 19 января — Владимир Дукельский (65) — русский и американский композитор, поэт и мемуарист.
- 19 января — Николай Капустянский — украинский военный деятель.
- 19 января — Ян Палах (20) — чешский студент-марксист; совершил акт самосожжения в Праге в знак протеста против военной интервенции Советского Союза и других стран Варшавского договора в Чехословакию.
- 19 января — Валентин Танаевский (83) — выдающийся русский экономико-географ.
- 23 января — Виктор Иванов (65) — советский политический деятель, 1-й секретарь Чечено-Ингушского областного комитета ВКП(б) (1940—1944).
- 25 января — Николай Маковчук (70) — советский военный деятель, Генерал-майор (1942 год).
- 26 января — Виктор Бранецкий (80) — советский политический деятель, председатель Иркутского губернского Суда (1924—1925).
- 26 января — Геннадий Захаров (46) — Герой Советского Союза.
- 27 января — Ханс Елинек (67) — австрийский композитор и музыкальный педагог.
- 28 января — Василий Кузнецов (82) — российский тромбонист и музыкальный педагог.
- 29 января — Макс Вайнрайх (74) — переводчик, еврейский лингвист, занимавшийся социолингвистикой и языком идиш.
- 29 января — Василий Великанов (70) — советский композитор, заслуженный деятель искусств Казахской ССР.
- 29 января — Геннадий Веселов — советский живописец и график, художник-иллюстратор.
- 29 января — Аллен Даллес (75) — руководитель резидентуры Управления стратегических служб в Берне.
- 31 января — Семен Младенцев (68) — Герой Советского Союза.

## Февраль
- 1 февраля — Пётр Грязнов (68) — деятель органов охраны правопорядка, начальник УРКМ и член тройки НКВД по Восточно-Сибирской области, майор.
- 2 февраля — Пётр Линтур — русский фольклорист, литературовед, педагог.
- 3 февраля — Басанг Дорджиев — советский калмыцкий поэт, писатель, переводчик, публицист, член Союза писателей СССР.
- 7 февраля — Еписитиния Степанова (94) — русская женщина, девять сыновей которой погибли на войне, кавалер орденов «Мать-героиня» и Отечественной войны I степени.
- 8 февраля — Иван Горелов (50) — участник Великой Отечественной войны, Герой Советского Союза.
- 9 февраля — Константин Островитянов (76) — советский экономист и общественный деятель.
- 9 февраля — Джордж Хейз (83) — американский киноактёр.
- 11 февраля — Фёдор Захаров (74) — участник Великой Отечественной войны, Герой Советского Союза.
- 11 февраля — Николай Симаков (53) — советский военнослужащий, организатор восстания в нацистском концентрационном лагере «Бухенвальд».
- 12 февраля — Дайкан Палтиэль (83) — израильский юрист.
- 13 февраля — Казимеж Вежиньский (74) — польский поэт, прозаик, эссеист.
- 13 февраля — Виктор Халатов (67) — советский актёр театра и кино.
- 14 февраля — Владимир Каплуновский (62) — кинорежиссёр и художник-постановщик кино.
- 14 февраля — Николай Кольчак (63) — полковник Советской Армии, участник Великой Отечественной войны, Герой Советского Союза.
- 17 февраля — Пётр Зинченко (65) — советский психолог.
- 17 февраля — Янис Лавениекс (78) — штабс-капитан русской армии.
- 17 февраля — Габдол Сланов (57) — казахский советский писатель, журналист, переводчик.
- 21 февраля — Ицик Мангер — еврейский поэт, писавший на идишe.
- 25 февраля — Ян Зайиц (18) — чешский студент, совершивший акт самосожжения в Праге в знак протеста против оккупации Чехословакии войсками Советского Союза и других стран Варшавского договора.
- 26 февраля — Валид Батыр (63) — башкирский советский поэт и журналист.
- 26 февраля — Иван Компанец — украинский советский политический, хозяйственный и общественный деятель.
- 26 февраля — Леви Эшколь (73) — четвёртый премьер-министр Израиля в 1963—1969 годах.
- 26 февраля — Карл Ясперс (86) — немецкий философ, психолог и психиатр, один из главных представителей экзистенциализма.
- 27 февраля — Виктор Брендель (86) — русский военачальник, генерал-лейтенант, участник Белого движения в годы Гражданской войны.
- 28 февраля — Сергей Алексеев — советский театральный режиссёр, народный артист РСФСР.

## Март
- 2 марта — Георгий Енютин (65) — советский государственный и партийный деятель.
- 2 марта — Иван Стрельников (29) — Герой Советского Союза.
- 2 марта — Александр Толуш (58) — советский шахматист, международный гроссмейстер.
- 2 марта — Джон Уильям Клэнси (1899—1969), федеральный судья США.
- 3 марта — Иван Масьянов (61) — Полный кавалер ордена Славы.
- 3 марта — Наум (Шавианидзе) — епископ Грузинской православной церкви, митрополит Кутаисско-Гаенатский.
- 4 марта — Андерсон Уотерман (82) — английский футболист, голкипер.
- 4 марта — Герман Файнер (71) — англо-американский политолог и теоретик в области государственного управления.
- 6 марта — Надежда Рушева (17) — художница-график, за свою короткую жизнь успевшая выполнить свыше 10 000 работ; кровоизлияние в мозг из-за мозговой аневризмы.
- 7 марта — Садык Алиназаров (55) — Герой Советского Союза.
- 10 марта — Борис Емельянов (47) — Герой Советского Союза.
- 11 марта — Джон Уиндем (65) — английский писатель-фантаст.
- 14 марта — Виктор Ревердатто (77) — геоботаник, исследователь растительности Сибири.
- 14 марта — Бен Шан (70) — американский художник.
- 15 марта — Александр Лебедев (75) — русский, советский физик, специалист в области прикладной и электронной оптики, оптики атмосферы и гидрооптики, лазерной техники, теории стеклообразного состояния, изучения свойств и строения стёкол, космического излучения.
- 15 марта — Демократ Леонов (42) — Герой Советского Союза.
- 15 марта — Владимир Орехов (20) — Герой Советского Союза.
- 17 марта — Василий Купревич (72) — ботаник, государственный и общественный деятель. Академик Национальной академии наук Беларуси.
- 19 марта — Пётр Ермаков (54) — Герой Социалистического Труда.
- 20 марта — Владимир Гаранин (48) — майор Советской Армии, участник Великой Отечественной войны, Герой Советского Союза.
- 22 марта — Николай Аксаков (43) — старший телефонист роты связи 244-го гвардейского стрелкового полка (82-я гвардейская стрелковая дивизия, 8-я гвардейская армия, 1-й Белорусский фронт), гвардии сержант.
- 22 марта — Шошана Парсиц (76) — израильский политический и общественный деятель, участница сионистского движения.
- 23 марта — Василий Поляшко — Полный кавалер ордена Славы.
- 24 марта — Жозеф Касавубу (точный возраст неизвестен) — первый президент Демократической Республики Конго после получения страной независимости от Бельгии 30 июня 1960 года.
- 24 марта — Павел Попов (87) — российский астроном и педагог.
- 26 марта — Гюнтер Вайзенборн (66) — немецкий писатель-антифашист, участник немецкого движения Сопротивления.
- 28 марта — Дуайт Эйзенхауэр (78) — 34-й президент США (1953—1961).
- 28 марта — Алексей Якушев (55) — советский волейболист и тренер.
- 30 марта — Дмитрий Валентик (62) — Герой Советского Союза.

## Апрель
- 2 апреля — Борис Стечкин (77) — выдающийся русский, советский учёный и конструктор в области тепловых и авиационных двигателей.
- 3 апреля — Сенон Арамбуру (89) — испанский католический священнослужитель, первый епископ Уху.
- 3 апреля — Александр Гладков (66) — Герой Советского Союза.
- 5 апреля — Айн-Эрвин Мере (66) — эстонский, советский и немецкий военный деятель.
- 6 апреля — Джозеф Левенсон (48), американский синолог, автор работ о конфуцианстве и современном состоянии китайской ментальности.
- 7 апреля — Александра Артюхина (79) — советский государственный и партийный деятель, член Центральной Контрольной Комиссии ВКП(б).
- 7 апреля — Демьян Коротченко (74) — советский и украинский партийно-государственный деятель.
- 8 апреля — Зинаида Аксентьева (68) — советский геофизик и астроном, заслуженный деятель науки УССР.
- 10 апреля — Елисей Афанасьев (53) — Полный кавалер ордена Славы.
- 10 апреля — Александр Шишкин (58) — Герой Советского Союза.
- 11 апреля — Григорий Бархин (89) — советский архитектор, градостроитель, теоретик архитектуры, педагог, член-корреспондент Академии Строительства и Архитектуры.
- 11 апреля — Григорий Жульмин (46) — полный кавалер Ордена Славы.
- 11 апреля — Мария Матвеева-Вейнбергер — российская певица и музыкальный педагог.
- 11 апреля — Владимир Нечаев (60) — советский певец, лирический тенор. Заслуженный артист РСФСР.
- 12 апреля — Фёдор Худанин (55) — Герой Советского Союза.
- 14 апреля — Евгений Прохоров (49) — Герой Советского Союза.
- 15 апреля — Дмитрий Бассалыго (84) — советский партийный и государственный деятель.
- 15 апреля — Николай Пиджаков (45) — Герой Советского Союза.
- 15 апреля — Константин Пипинашвили (56) — грузинский кинорежиссёр и сценарист. Народный артист Грузинской ССР.
- 18 апреля — Александр Гудайтис-Гузявичюс (60) — литовский советский писатель и государственный деятель.
- 18 апреля — Евгений Ерлыкин (59) — генерал-майор Советской Армии, участник Гражданской войны в Испании, советско-финской и Великой Отечественной войн, Герой Советского Союза.
- 18 апреля — Пётр Ефименко (84) выдающийся русский и советский археолог.
- 18 апреля — Иван Серебряков (54) — советский ботаник, биоморфолог, эколог, профессор Московского университета, автор двух монографий по экологической морфологии растений.
- 22 апреля — Маркиан Попов (64) — генерал армии.
- 23 апреля — Николай Ударов (54) — Герой Советского Союза.
- 23 апреля — Моисей Юсковец (70) — белорусский ученый в области ветеринарии.
- 24 апреля — Роман Смаль-Стоцкий (76) украинский политический деятель, языковед.
- 26 апреля — Михаил Акутин — Герой Советского Союза.
- 26 апреля — Евгений Бузин (53) — советский учёный-механик, доктор технических наук.
- 26 апреля — Илья Голенищев-Кутузов (65) — филолог, поэт, специалист по романской и славянской филологии и сравнительному литературоведению, автор трудов о Данте и литературе эпохи ренессанса.
- 26 апреля — Валентин Пеньковский (65) — советский военачальник, генерал армии.
- 26 апреля — Виталий Шаховцов (44) — украинский художник, живописец и график.
- 27 апреля — Рене Баррьентос Ортуньо (49) — президент Боливии с 1964 (пришёл к власти в результате военного переворота, через полтора года победил на выборах); погиб в подстроенной авиакатастрофе.
- 27 апреля — Сергей Лозовский (69) — майор Советской Армии.
- 29 апреля — Сергей Чернышов (60) — Герой Советского Союза.

## Май
- 1 мая — Яков Марченко (60) — советский оператор документального кино.
- 2 мая — Франц фон Папен (89) — немецкий политический деятель и дипломат.
- 4 мая — Александр Дмитриев (58) — Герой Советского Союза.
- 4 мая — Александр Долин — советский врач-невропатолог и нейрофизиолог, доктор медицинских наук.
- 4 мая — Оскар Маурус Фонтана (80) — австрийский писатель, автор романов и неоромантических пьес.
- 5 мая — Теофилис Тильвитис (65) — литовский советский поэт, переводчик.
- 7 мая — Мамадали Топвалдыев (49) — Герой Советского Союза.
- 8 мая — Иван Воронов (57) — советский государственный и партийный деятель, министр бумажной и деревоперерабатывающей промышленности СССР (1951—1953).
- 8 мая — Михаил Георгиевич (86) — герой Первой мировой войны, участник Белого движения на Юге России, генерал-майор.
- 8 мая — Павел Дельцов (52) — Герой Советского Союза.
- 8 мая — Василий Иванов (53) — Герой Советского Союза.
- 9 мая — Владимир Шишов (58) — Герой Советского Союза.
- 11 мая — Эдуард Дубинский (34) — советский футболист. Заслуженный мастер спорта.
- 11 мая — Алексей Четвёрткин (53) — Герой Советского Союза.
- 13 мая — Владимир Бакуменко — советский украинский и бразильский спортсмен.
- 13 мая — Валериан Меркурьев (62) — Герой Советского Союза.
- 14 мая — Энид Беннетт (75) — австралийско-американская киноактриса.
- 14 мая — Фредерик Лейн (89) — британский пловец, двукратный чемпион летних Олимпийских игр 1900.
- 17 мая — Сергей Васильев (59) — заместитель министра внутренних дел СССР по милиции (1956—1959), начальник Управления внутренних дел — охраны общественного порядка — внутренних дел Исполнительного комитета Московского областного Совета (1959—1959), полковник внутренней службы.
- 17 мая — Василий Сысолятин (44) — Герой Советского Союза.
- 18 мая — Яков Ромас (67) — советский живописец и педагог.
- 18 мая — Александр Черняков (66) — советский военачальник, генерал-лейтенант.
- 19 мая — Мусеиб Аллахвердиев (60) — Герой Советского Союза.
- 22 мая — Семён Аралов (88) — советский военный и государственный деятель, революционер.
- 23 мая — Аркадий Бакман (63) — советский боксёр и тренер по боксу. Мастер спорта СССР по боксу. Заслуженный тренер УССР по боксу.
- 23 мая — Рудольф Панвиц (86) — немецкий писатель, философ-эссеист.
- 25 мая — Франц Кушель (74) — белорусский националист, политический и военный деятель.
- 26 мая — Пол Хокинс (31) — австралийский автогонщик, участник чемпионата мира по автогонкам в классе Формула-1.
- 27 мая — Михаил Богданов (70) — советский военачальник, генерал-майор.
- 28 мая — Аксентий Мороз — Герой Советского Союза.
- 28 мая — Фёдор Харчевин (68) — Герой Советского Союза.
- 29 мая — Павел Бардуков — Герой Советского Союза.
- 29 мая — Иван Жариков (62) — Герой Советского Союза.
- 29 мая — Леонид Корниец (67) — советский и украинский политический деятель.

## Июнь
- 3 июня — Леон Тоом (48) — советский переводчик художественной литературы, поэт, литературный критик.
- 6 июня — Ари Жаботинский (58) — израильский политический деятель, участник сионистского движения.
- 6 июня — Михаил Журавков (48) — Герой Советского Союза.
- 6 июня — Сергей Корень (62) — русский артист балета и балетмейстер.
- 6 июня — Николай Чемоданов — советский геолог.
- 8 июня — Роберт Тейлор (57) — американский актёр («Мост Ватерлоо» и др. фильмы); рак лёгкого.
- 10 июня — Марк Талов (77) — русский поэт, переводчик, мемуарист.
- 12 июня — Александр Дейнека (70) — советский живописец, график и скульптор, народный художник СССР (1963).
- 14 июня — Николай Ковалёв (81) — русский и советский ботаник и агроном.
- 14 июня — Марек Хласко (35) — польский писатель; самоубийство.
- 15 июня — Борис Лозоренко (50) — Герой Советского Союза.
- 15 июня — Самсон Сулакаури (70) — советский и грузинский актёр театра и кино, ассистент режиссёра, сценарист и художник-гримёр.
- 17 июня — Иеремия (Матвиевич) (85) — Архиепископ Русской Древлеправославной Церкви.
- 17 июня — Гурген Маари (65) — армянский писатель, публицист.
- 18 июня — Дмитрий Орлов (65) — советский актёр театра и кино, режиссёр, театральный педагог, народный артист Белорусской ССР.
- 19 июня — Арнольд, Арнольд (72) — советский актёр, сценарист и режиссёр. Заслуженный деятель искусств РСФСР.
- 19 июня — Александр Пешаков (58) — Герой Советского Союза.
- 20 июня — Павел Брилин (55) — Герой Советского Союза.
- 20 июня — Алексей Сапожников (54) — Герой Советского Союза.
- 21 июня — Фёдор Лахтиков (58) — Герой Советского Союза.
- 22 июня — Константин Богомолов — Герой Советского Союза.
- 22 июня — Джуди Гарленд (47) — американская актриса и певица; передозировка барбитуратов.
- 22 июня — Игнатьев, Сергей Александрович (70) — советский военный деятель, генерал-майор.
- 23 июня — Пётр Анучкин (48) — Герой Советского Союза.
- 23 июня — Степан Литовченко (59) — майор Советской Армии, участник Великой Отечественной войны, Герой Советского Союза.
- 23 июня — Николай Рыленков (60) — русский, советский поэт.
- 23 июня — Сергей Уралов (75) — советский партийный и государственный работник.
- 24 июня — Зигмас Жямайтис (84) — литовский советский математик, общественный деятель.
- 25 июня — Пётр Сыченко (58) — Герой Советского Союза.
- 25 июня — Михаил Шкунов (58) — Герой Советского Союза.
- 27 июня — Александр Данилевский (58) — советский энтомолог.
- 27 июня — Бернгард Кафенгауз — советский историк.
- 27 июня — Леонард Эсакия (79) — грузинский актёр и кинорежиссёр.
- 29 июня — Моиз Чомбе (49) — конголезский политик, премьер-министр Демократической Республики Конго в 1964—1965; сердечный приступ.

## Июль
- 3 июля — Брайан Джонс (27) — основатель, гитарист, мультиинструменталист и бэк-вокалист
- 4 июля — Михаил Хергиани — советский спортсмен-альпинист.
- 5 июля — Валентина Осеева (67) — советская детская писательница.
- 5 июля — Ламберт Хилльер (75) — американский режиссёр и сценарист.
- 6 июля — Григорий Гуревич (70) — советский хирург.
- 7 июля — Василий Тузов (64) — Герой Советского Союза.
- 8 июля — Борис Бегоулев (63) — Герой Советского Союза.
- 8 июля — Михаил Лещинский (76) — советский военачальник, полковник.
- 8 июля — Филипп Октябрьский (69) — советский военно-морской деятель, адмирал, Герой Советского Союза.
- 10 июля — Казак Джаркимбаев (57) — младший сержант Рабоче-крестьянской Красной Армии, участник Великой Отечественной войны, Герой Советского Союза (1945).
- 10 июля — Иван Новгород-Северский (75) — русский поэт.
- 12 июля — Наири Зарьян (68) — советский армянский писатель и поэт.
- 12 июля — Иван Коровин — Герой Советского Союза.
- 12 июля — Сергей Руденко (84) — российский археолог и антрополог.
- 14 июля — Георгий Байков (46) — советский военный лётчик, участник Великой Отечественной войны, командир звена 9-го гвардейского истребительного авиационного полка 303-й истребительной авиационной дивизии 1-й воздушной армии 3-го Белорусского фронта, Герой Советского Союза.
- 14 июля — Василий Кузьминов (47) — Герой Советского Союза.
- 18 июля — Николай Дрейер (76) — советский военачальник, участник Великой Отечественной войны.
- 18 июля — Нестер Мизерный (66) — Герой Советского Союза.
- 24 июля — Пётр Басенков (60) — Герой Советского Союза.
- 24 июля — Илья Васюк (50) — капитан Рабоче-крестьянской Красной Армии, участник Великой Отечественной войны, Герой Советского Союза.
- 24 июля — Модест Рубинштейн (74) — советский экономист и общественный деятель.
- 26 июля — Отто Дикс (77) — немецкий художник-экспрессионист и график.
- 26 июля — Владимир Раутбарт (40) — советский режиссёр, актёр, театральный педагог, заслуженный артист РСФСР.
- 27 июля — Арсений Зверев (69) — советский политический деятель, министр финансов СССР (1948—1960).
- 28 июля — Константин Скоробогатов (82) — советский актёр театра и кино, лауреат Сталинской премии (1951), Народный артист СССР (1953).
- 31 июля — Дорис Нефедова (27) — известная немецкая певица, звезда немецкого шансона.

## Август
- 1 августа — Борис Гмыря (65) — советский оперный и камерный певец.
- 2 августа — Матвей Ганнушкин (76) — советский ветеринар и организатор ветеринарного образования, доктор ветеринарных наук, профессор.
- 2 августа — Агигат Рзаева (62) — азербайджанская оперная, народная и эстрадная певица.
- 3 августа — Вальтер Валли (68) — советский военачальник.
- 3 августа — Леонид Маслов (73) — советский военный деятель и медик, генерал-майор медицинской службы.
- 7 августа — Жозеф Косма (63) — французский композитор венгерского происхождения.
- 9 августа — Павел Берков (72) — советский литературовед, библиограф, книговед, источниковед, историк литературы.
- 9 августа — Евгений Салмин (77) — российский и советский военный моряк.
- 12 августа — Миннетдин Аминов (46) — Герой Советского Союза.
- 13 августа — Василий Брагин (49) — Герой Советского Союза.
- 13 августа — Сергей Фёдоров (44) — полный кавалер Ордена Славы, Герой Социалистического Труда.
- 14 августа — Иван Калеников (56) — Герой Советского Союза.
- 16 августа — Марк Бернес (57) — советский актёр кино и исполнитель песен, Народный артист РСФСР (1965); рак лёгких.
- 16 августа — Порфирий Гудзь (67) — полковник Рабоче-крестьянской Красной Армии, участник Великой Отечественной войны, Герой Советского Союза.
- 16 августа — Павел Ильменский (78) — начальник и военный комиссар Тульской оружейно-технической школы.
- 16 августа — Василий Павлов (45) — Герой Советского Союза.
- 19 августа — Пётр Колесник — участник Великой Отечественной войны, Герой Советского Союза.
- 21 августа — Александр Тимонтаев (64) — советский актёр театра и кино.
- 23 августа — Андрей Тупицин (51) — Герой Советского Союза.
- 25 августа — Марсель Аллен (83) — французский писатель и журналист, известный циклом романов о Фантомасе, написанным в соавторстве с Пьером Сувестром.
- 27 августа — Иван Билык (52) — Полный кавалер ордена Славы.
- 27 августа — Эрика Манн (63) — немецкая актриса, писательница, юмористка, журналистка; дочь Томаса Манна.
- 28 августа — Леонид Волынский (наст. фам. Рабинович) (56) — русский писатель и художник, организатор спасения работ Дрезденской картинной галереи после окончания Второй мировой войны.
- 29 августа — Лев Свердлин (67) — советский актёр, Народный артист СССР.
- 30 августа — Владислав Анисович (61) — российский советский живописец, график и педагог.
- 30 августа — Николай Шлемов (61) — Герой Советского Союза.

## Сентябрь
- 1 сентября — Джозеф Малкин (89) — американский виолончелист белорусского происхождения.
- 1 сентября — Леонид Новоспасский (58) — Герой Советского Союза.
- 2 сентября — Михаил Духанов (73) — советский военачальник, генерал-лейтенант.
- 2 сентября — Хо Ши Мин (79) — вьетнамский коммунистический деятель, первый президент Социалистической республики Вьетнам.
- 3 сентября — Йосеф Каханеман (81) — глава знаменитой Поневежской иешивы в Литве до Второй мировой войны.
- 3 сентября — Анатолий Петраковский (67) — Герой Советского Союза.
- 3 сентября — Сью Хэмилтон (23) — американская фотомодель и киноактриса; самоубийство
- 6 сентября — Юрий Бубликов (56) — советский актёр театра и кино, заслуженный артист РСФСР
- 11 сентября — Константин Ложкин (58) — Герой Советского Союза.
- 12 сентября — Иван Поляков (43) — Полный кавалер ордена Славы.
- 12 сентября — Филипп Щербак (62) — советский и партийный деятель Украинской ССР.
- 15 сентября — Фрицис Рокпелнис (59) — советский латышский поэт и кинодраматург.
- 21 сентября — Константин Карандеев — русский советский учёный в области электрических измерений и автоматического контроля.
- 21 сентября — Николай Каротамм (67) — эстонский советский партийный и государственный деятель.
- 22 сентября — Александрас Стульгинскис (84) — литовский государственный деятель.
- 22 сентября — Лев Шелюжко (79) — украинский энтомолог, лепидоптеролог, доктор биологических наук.
- 28 сентября — Сергей Блинников (68) — советский актёр театра и кино, народный артист СССР.
- 28 сентября — Хуго Шютц — эстонский скрипач.
- 29 сентября — Василий Королёв (62) — Герой Советского Союза.
- 29 сентября — Пётр Сергеев (54) — Герой Советского Союза.
- 30 сентября — Анатолий Косарев (46) — Полный кавалер ордена Славы.

## Октябрь
- 1 октября — Соломон Телингатер (66) — советский живописец и график, мастер иллюстрации и шрифтового искусства, представитель стиля конструктивизма. Создатель ряда наборных акцидентных и заголовочных шрифтов.
- 2 октября — Катарина Сусанна Причард (85) — австралийская писательница-коммунистка.
- 4 октября — Виктор Виноградов (74) — русский литературовед и лингвист-русист, академик АН СССР (1946), один из крупнейших российских филологов XX века.
- 6 октября — Илларион Васильев (58) — стрелок 4-й роты 2-го батальона 1075-го стрелкового полка 316-й стрелковой дивизии 16-й армии Западного фронта, Герой Советского Союза.
- 6 октября — Дмитрий Гуренко (62) — подполковник Советской Армии, участник Великой Отечественной войны, Герой Советского Союза.
- 7 октября — Наталья Лисенко (85) — русская и французская актриса, звезда немного кино.
- 7 октября — Борис Шлёцер (87) — французский писатель, литературный и музыкальный критик.
- 8 октября — Герман Киласония (56) — советский офицер, лётчик-штурмовик, участник Великой Отечественной войны, штурман 64-го штурмового авиационного полка 182-й штурмовой авиационной дивизии 1-й воздушной армии 3-го Белорусского фронта. Герой Советского Союза, майор.
- 10 октября — Жакыпбек Жангозин (55) — государственный деятель КазССР.
- 13 октября — Феоктист Буданов (64) — Герой Советского Союза.
- 13 октября — Иосиф Ковалёв (76) — советский военный деятель, генерал-лейтенант войск связи.
- 14 октября — Николай Шелухин (46) — Герой Советского Союза.
- 15 октября — Борис Михайлов (68) — российский советский инженер-архитектор.
- 15 октября — Александр Полежаев (72) — российский и советский футболист.
- 16 октября — Николай Хитров (42) — Герой Советского Союза.
- 19 октября — Дмитрий Назаренко (51) — Герой Советского Союза.
- 19 октября — Пётр Родионов (44) — участник Великой Отечественной войны, полный кавалер ордена Славы.
- 21 октября — Валентин Каргин (62) — выдающийся российский (советский) физикохимик.
- 21 октября — Джек Керуак (47) — американский писатель, поэт, важнейший представитель литературы «бит-поколения».
- 13 октября — Иван Галкин (45) — Герой Советского Союза.
- 22 октября — Николай Поляков (71) — советский архитектор, градостроитель и педагог. Член-корреспондент Академии архитектуры СССР (1956).
- 23 октября — Семен Златов (76) — румынский и молдавский композитор, дирижёр и педагог.
- 28 октября — Корней Чуковский (87) — русский и советский поэт, публицист, критик, переводчик и литературовед, детский писатель.
- 29 октября — Павел Миронов (69) — Герой Советского Союза.
- 29 октября — Роман Смищук (68) — Герой Советского Союза.
- 31 октября — Андрей Власов (57) — полный кавалер ордена Славы.
- 31 октября — Иван Холобцев (53) — Герой Советского Союза.

## Ноябрь
- 1 ноября — Борис Ренский — советский музыкант, конферансье, руководитель джаз-оркестра.
- 2 ноября — Артём Боричевский (78) — Герой Советского Союза.
- 4 ноября — Ежи Хоппен (78) — польский живописец, график, историк искусства, педагог, реставратор.
- 5 ноября — Брунольф Бааде (65) — немецкий авиаконструктор, кандидат в ЦК СЕПГ.
- 6 ноября — Беренд Буйинга (83) — нидерландский архитектор, известный своими церковными постройками, представитель так называемой «Амстердамской школы».
- 7 ноября — Иехуда Бурла (83) — израильский писатель.
- 7 ноября — Михаил Москвин (59) — Герой Советского Союза.
- 8 ноября — Виктор Гузий — генерал-майор интендантской службы.
- 10 ноября — Анатолий Александров (51) — российский кларнетист.
- 11 ноября — Армин Дейч — американский астроном и писатель-фантаст.
- 12 ноября — Уильям Фридман (78) — американский криптолог и криптоаналитик.
- 12 ноября — Василий Чернышёв (62) — советский военный и государственный деятель, генерал-майор.
- 13 ноября — Лев Гонор (63) — советский учёный и руководитель предприятий ВПК по производству артиллерийского вооружения, Герой Социалистического Труда.
- 14 ноября — Иван Халтурин (67) — советский литературный редактор, журналист, библиограф, историк детской литературы.
- 16 ноября — Лев Белькинд (73) — советский учёный, инженер и историк.
- 19 ноября — Иван Илларионов (76) — советский политический деятель, председатель ЦИК Чувашской АССР (1926—1927).
- 22 ноября — Кирилл Резенков (73) — участник Великой Отечественной войны, Герой Советского Союза.
- 23 ноября — Сирин Батыршин (72) — татарский поэт.
- 23 ноября — Виктор Лозовский (46) — майор Советской Армии, участник Великой Отечественной войны, Герой Советского Союза.
- 24 ноября — Янис Куга (90) — латвийский художник и сценограф.
- 26 ноября — Софья Ворошилова-Романская (83) — первая русская женщина, профессионально занимавшаяся наблюдательной астрономией.
- 27 ноября — Владислав Крестьянников (29) — трехкратный абсолютный чемпион СССР, абсолютный чемпион по парашютному спорту.
- 28 ноября — Константин Антонов — генерал-лейтенант.
- 28 ноября — Шико Аранов (64) — молдавский дирижёр, композитор, основатель и руководитель первого молдавского джаз-оркестра «Букурия».
- 29 ноября — Андрей Ковалевский — доктор исторических наук, востоковед, историк-арабист, этнограф.
- 29 ноября — Яков Крейзер (64) — участник Великой Отечественной войны, Герой Советского Союза.
- 30 ноября — Иван Байда — Герой Социалистического Труда.

## Декабрь
- 1 декабря — Михаил Маренков — Герой Советского Союза.
- 1 декабря — Василий Москвин (59) — Герой Советского Союза.
- 2 декабря — Александр Веселов (62) — красноармеец Рабоче-крестьянской Красной Армии, участник советско-финской и Великой Отечественной войн, Герой Советского Союза.
- 2 декабря — Климент Ворошилов (88) — советский военачальник, государственный и партийный деятель, участник Гражданской войны, один из первых Маршалов Советского Союза.
- 2 декабря — Язеп Ранцанс (83) — католический епископ.
- 3 декабря — Владимир Ольховский (43) — полный кавалер Ордена Славы.
- 6 декабря — Зигфрид Ауфхойзер (85) — деятель немецких профсоюзов и СДПГ.
- 8 декабря — Алексей Гарань — красноармеец Рабоче-крестьянской Красной Армии, участник Великой Отечественной войны, Герой Советского Союзаю
- 9 декабря — Сергей Столяров (58) — актёр театра и кино, Народный артист РСФСР (1969).
- 13 декабря — Виктор Бауэр (54) — немецкий ас-истребитель Второй мировой войны
- 14 декабря — Яков Заверталюк (50) — педагог, Герой Советского Союза.
- 14 декабря — Андрей Писарев (61) — полковник артиллерии, Герой Советского Союза.
- 15 декабря — Степан Горбунов (67) — Герой Советского Союза.
- 16 декабря — Александр Маковельский (85) — русский и азербайджанский философ и историк, член-корреспондент АН СССР (1946), академик АН Азербайджана (1949).
- 18 декабря — Пётр Глебка (64) — белорусский советский поэт, драматург, переводчик, академик АН БССР.
- 19 декабря — Алексей Миронов (50) — Герой Советского Союза.
- 21 декабря — Жорж Катру (92) — французский военный и государственный деятель, дипломат, генерал армии, Великий канцлер ордена Почётного легиона.
- 22 декабря — Фёдор Калабухов (60) — советский политический деятель, министр автомобильного транспорта и шоссейных дорог РСФСР (1956—1967).
- 23 декабря — Павел Гарцуев (64) — начальник Кировской железной дороги, Герой Социалистического Труда.
- 23 декабря — Александр Чернявский (59) — сельскохозяйственный деятель, Герой Социалистического Труда.
- 24 декабря — Борис Божнев (71) — русский поэт.
- 27 декабря — Александр Дубинин (62) — советский военачальник, генерал-майор, участник советско-финской и Великой Отечественной войн.
- 27 декабря — Алексей Сокольский (61) — советский шахматист, мастер спорта СССР.
- 29 декабря — Осман Абдурахманов (57) — советский дагестанский цирковой актёр, борец.

## Дата неизвестна или требует уточнения
- Виталий Лагутенко — советский инженер-строитель, автор проекта жилых домов серии К-7 — первых многоквартирных домов, построенных по индустриальной технологии (род. в 1904).